# Pāţāq
Pāţāq (persiska: پاطاق) är en ort i Iran.   Den ligger i provinsen Kermanshah, i den västra delen av landet, 500 km väster om huvudstaden Teheran. Pāţāq ligger 839 meter över havet och antalet invånare är 315.
Terrängen runt Pāţāq är bergig. Runt Pāţāq är det ganska tätbefolkat, med 60 invånare per kvadratkilometer. Närmaste större samhälle är Sarpol-e Z̄ahāb, 13,8 km väster om Pāţāq. Omgivningarna runt Pāţāq är i huvudsak ett öppet busklandskap.